# Ronde van Frankrijk 2016/Tiende etappe
De tiende etappe van de Ronde van Frankrijk 2016 werd verreden op dinsdag 12 juli 2016 van Escaldes-Engordany in Andorra naar Revel in Frankrijk. 

## Parcours
Het was een rit van 197 km. Onderweg was er één beklimming van de eerste categorie; de 2408 meter hoge Port d'Envalira. Dit was het "dak van de Tour". Degene die als eerste boven kwam, won daarom ook de Souvenir Henri Desgrange. Op 7 kilometer voor de eindstreep was er nog een beklimming van de derde categorie; de Côte de Saint-Ferréol. Bij Aigues-Vives was een tussensprint.

## Verloop
Van bij de start regende het aanvallen. Negentien renners met onder meer Thibaut Pinot en Peter Sagan vormden een ontsnapping, maar werden vijf kilometer verder opnieuw gegrepen door het peloton. Hierna probeerde Sagan het opnieuw. Hij kreeg 18 renners mee waarbij Rafał Majka, Tom Dumoulin en opnieuw Pinot. Ook deze groep werd op de flanken van de Port d'Envalira opnieuw gegrepen.
Sagan probeerde het een derde keer en kreeg 25 kompanen mee waaronder Vincenzo Nibali, Rafał Majka en Thibaut Pinot. Opnieuw haalt de trein van Team Sky de koplopers bij. Achteraan moesten Wilco Kelderman, Eduardo Sepúlveda, Serge Pauwels, Tony Gallopin, Thomas De Gendt, Mathias Frank en Pierre Rolland lossen. Vijf kilometer voor de top ging Rui Costa solo. Costa kwam als eerste boven met een halve minuut voorsprong op de eerste achtervolgers.
Na de top kwamen Peter Sagan, Vincenzo Nibali en Michael Matthews aansluiten. Na vijftig kilometer ontstond een kopgroep van negen renners met ook nog Gorka Izagirre, Samuel Dumoulin, Damiano Caruso, Steve Cummings en Mikel Landa. Op 130 kilometer van de meet kwamen nog vier renners aansluiten: Daryl Impey, Luke Durbridge, Edvald Boasson Hagen en Tony Gallopin. Direct hierna demarreerden Sagan en Samuel Dumoulin. Ook Greg Van Avermaet en Sylvain Chavanel sloten aan bij de achtervolgers, wiens kloof op het peloton rond de minuut bleef schommelen.
Op 123 kilometer van de meet werden Sagan en Dumoulin terug gegrepen. Er ontstond een kopgroep van vijftien renners. Het peloton dat in eerste instantie onder leiding van Team Katjoesja en later Direct Énergie stond, probeerde het gat nog dicht te rijden, maar liet uiteindelijk begaan. De voorsprong van de groep steeg tot boven de zes minuten. Op 20 kilometer van de finish brak de kopgroep in twee. Zeven renners bleven vooraan: Sagan, Dumoulin, Van Avermaet, Matthews, Boasson Hagen, Durbridge en Impey. Door goed teamspel van Orica-BikeExchange, de ploeg van Durbridge, Impey en sprinter Matthews, kon laatstgenoemde op de finish het werk afmaken ten koste van de sterk rijdende Sagan, die wel de prijs voor strijdlust ontving en de groene trui heroverde op Mark Cavendish.
Het peloton kwam uiteindelijk op negen en een halve minuut van winnaar Matthews over de streep.

### Tussensprint
| Tussensprint Aigues-Vives na 122,5 km |                      |        |
| Plaats                                | Naam                 | Punten |
| Winnaar                               | Peter Sagan          | 20     |
| 2                                     | Michael Matthews     | 17     |
| 3                                     | Damiano Caruso       | 15     |
| 4                                     | Edvald Boasson Hagen | 13     |
| 5                                     | Tony Gallopin        | 11     |
| 6                                     | Steve Cummings       | 10     |
| 7                                     | Luke Durbridge       | 9      |
| 8                                     | Daryl Impey          | 8      |
| 9                                     | Samuel Dumoulin      | 7      |
| 10                                    | Rui Costa            | 6      |
| 11                                    | Jon Izagirre         | 5      |
| 12                                    | Vincenzo Nibali      | 4      |
| 13                                    | Greg Van Avermaet    | 3      |
| 14                                    | Mikel Landa          | 2      |
| 15                                    | Sylvain Chavanel     | 1      |

### Bergsprints
| Beklimming Port d'Envalira na 24 km | Beklimming Port d'Envalira na 24 km | 1e cat. 22,6 km à 5,5% | 1e cat. 22,6 km à 5,5% |
| Plaats                              | Naam                                | Punten                 |                        |
| Winnaar                             | Rui Costa                           | 10                     |                        |
| 2                                   | Tom Dumoulin                        | 8                      |                        |
| 3                                   | Vincenzo Nibali                     | 6                      |                        |
| 4                                   | Tsgabu Grmay                        | 4                      |                        |
| 5                                   | Steve Cummings                      | 2                      |                        |
| 6                                   | Jon Izagirre                        | 1                      |                        |

| Beklimming Côte de Saint-Ferréol na 190 km | Beklimming Côte de Saint-Ferréol na 190 km | 3e cat. 1,8 km à 6,6% | 3e cat. 1,8 km à 6,6% |
| Plaats                                     | Naam                                       | Punten                |                       |
| Winnaar                                    | Peter Sagan                                | 2                     |                       |
| 2                                          | Michael Matthews                           | 1                     |                       |

| Rituitslag Escaldes-Engordany – Revel (197 km) |                      |                     |          |
| Plaats                                         | Naam                 | Ploeg               | Tijd     |
| Winnaar                                        | Michael Matthews     | Orica-BikeExchange  | 4h22'38" |
| 2                                              | Peter Sagan          | Tinkoff             | z.t      |
| 3                                              | Edvald Boasson Hagen | Team Dimension Data | z.t      |
| 4                                              | Greg Van Avermaet    | BMC Racing Team     | z.t      |
| 5                                              | Samuel Dumoulin      | AG2R La Mondiale    | z.t      |
| 6                                              | Daryl Impey          | Orica-BikeExchange  | + 2"     |
| 7                                              | Luke Durbridge       | Orica-BikeExchange  | + 1'10"  |
| 8                                              | Damiano Caruso       | BMC Racing Team     | + 3'01"  |
| 9                                              | Gorka Izagirre       | Movistar Team       | + 3'10"  |
| 10                                             | Tony Gallopin        | Lotto Soudal        | z.t      |
|                                                |                      |                     |          |
| 24                                             | Bauke Mollema        | Trek-Segafredo      | + 9'39"  |

| Strijdlustigste renner |             |         |
|                        | Naam        | Ploeg   |
|                        | Peter Sagan | Tinkoff |

## Klassementen
| Algemeen Klassement |                       |                    |           |
| Plaats              | Naam                  | Ploeg              | Tijd      |
| Gele trui           | Chris Froome          | Team Sky           | 49u08'20" |
| 2                   | Adam Yates            | Orica-BikeExchange | + 16"     |
| 3                   | Daniel Martin         | Etixx-Quick Step   | + 19"     |
| 4                   | Nairo Quintana        | Movistar Team      | + 23"     |
| 5                   | Joaquim Rodríguez     | Team Katjoesja     | + 37"     |
| 6                   | Bauke Mollema         | Trek-Segafredo     | + 44"     |
| 7                   | Romain Bardet         | AG2R La Mondiale   | z.t.      |
| 8                   | Sergio Henao          | Team Sky           | z.t.      |
| 9                   | Louis Meintjes        | Lampre-Merida      | + 55"     |
| 10                  | Alejandro Valverde    | Movistar Team      | + 1'01"   |
|                     |                       |                    |           |
| 20                  | Jurgen Van den Broeck | Team Katjoesja     | + 5'33"   |

| Ploegenklassement |                    |            |
| Plaats            | Ploeg              | Tijd       |
|                   | BMC Racing Team    | 147u13'33" |
| 2                 | Movistar Team      | + 6'20"    |
| 3                 | Team Sky           | + 8'50"    |
| 4                 | Astana Pro Team    | + 12'15"   |
| 5                 | AG2R La Mondiale   | + 27'23"   |
| 6                 | Tinkoff            | + 27'35"   |
| 7                 | Trek-Segafredo     | + 43'52"   |
| 8                 | Team Katjoesja     | + 56'01"   |
| 9                 | Orica-BikeExchange | + 59'47"   |
| 10                | FDJ                | +1u01'33"  |

### Nevenklassementen
| Puntenklassement |                |                     |        |
| Plaats           | Naam           | Ploeg               | Punten |
| Groene trui      | Peter Sagan    | Tinkoff             | 242    |
| 2                | Mark Cavendish | Team Dimension Data | 204    |
| 3                | Marcel Kittel  | Etixx-Quick Step    | 182    |

| Bergklassement |               |                    |        |
| Plaats         | Naam          | Ploeg              | Punten |
| Bolletjestrui  | Thibaut Pinot | FDJ                | 80     |
| 2              | Rafał Majka   | Tinkoff            | 77     |
| 3              | Tom Dumoulin  | Team Giant-Alpecin | 58     |

| Jongerenklassement |                 |                    |           |
| Plaats             | Naam            | Ploeg              | Tijd      |
| Witte trui         | Adam Yates      | Orica-BikeExchange | 49u08'36" |
| 2                  | Louis Meintjes  | Lampre-Merida      | + 39"     |
| 3                  | Warren Barguil  | Team Giant-Alpecin | + 2'35"   |
| 4                  | Wilco Kelderman | Team LottoNL-Jumbo | + 5'12"   |
|                    |                 |                    |           |
| 20                 | Jasper Stuyven  | Trek-Segafredo     | +1u38'46" |

## Uitvallers
- Sebastian Langeveld